# Mieczysław Mularczyk
Mieczysław Mularczyk (ur. 1 stycznia 1962 w Choszcznie) – polski samorządowiec, od 2014 roku wójt gminy Przelewice. W latach 2006–2014 pełnił funkcję radnego powiatu pyrzyckiego.

## Życiorys
Ukończył studia w Akademii Rolniczej w Szczecinie. Po studiach pracował w Zakładzie Rolnym w Przelewicach, a następnie w latach 90. otworzył własną działalność gospodarczą w dziedzinie transportu, gastronomii i rozrywki.

### Działalność samorządowa
W wyborach samorządowych w 2006 roku kandydował z list Platformy Obywatelskiej RP do rady powiatu pyrzyckiego w okręgu 3. Został wybrany radnym uzyskując 216 głosów (4,08%). Rada powiatu III kadencji powołała go na funkcję przewodniczącego Komisji Budżetowej, dołączył także do Komisji Rewizyjnej. W wyborach samorządowych w 2010 roku uzyskał reelekcję na funkcji radnego powiatu, ponownie kandydując z list PO uzyskał 327 głosów (5,81%). W radzie powiatu IV kadencji ponownie dołączył do Komisji Budżetowej.
W wyborach samorządowych w 2014 roku kandydował na urząd wójta Przelewic. W drugiej turze zwyciężył z ubiegającym się o reelekcję Markiem Kibałą uzyskując 1112 głosów (51,46%). 8 grudnia tego samego roku w Gminnym Centrum Kultury w Przelewicach, podczas II sesji rady gminy złożył ślubowanie. W marcu 2015 roku został członkiem Komisji Rewizyjnej stowarzyszenia Bo jak nie my to kto, zajmującego się poprawą warunków życia społeczności Przelewic oraz rozwoju sołectwa Przelewice. W wyborach samorządowych w 2018 roku uzyskał reelekcję jako wójt wygrywając w pierwszej turze z Januszem Wójtowiczem. Uzyskał 1250 głosów (61,85%).

## Życie prywatne
Ma dwóch synów i trzy wnuczki.